# Sestese Volley
La Pallavolo Sestese Maschile A.S.D., alias Maxitalia service Jumboffice Sestese è una società di pallavolo della provincia di Firenze, una delle prime ad essere fondate in Italia. Milita nel campionato regionale Nazionale di Serie B.

## Storia
Fondata negli anni 1940, partecipa ai primi campionati di serie A organizzati dalla Fipav nel 1945 e 1946. Ritorna nella massima divisione nel 1955 e vi permane fino al 1964.
In questo periodo arriva alla finale per il titolo italiano contro l'Avia Pervia Modena di Franco Anderlini nel 1957.
Partecipa inoltre al campionato di A2 dal 1979 al 1981 e dal 1985 al 1987
Al termine del campionato 2006/2007 viene retrocessa in serie B2, ma l'anno seguente ritorna prontamente in B1.
La stagione 2008/2009 vede il cambio della proprietà della società, passata dal presidente Stefano Marchi al presidente Andrea Bagnoli; come nuovo direttore sportivo viene scelto Erasmo Salemme. Il cambio è stato relativo a tutta la società, compreso il nome che è mutato da Sestese Pallavolo Maschile a Sestese Volley 1945.
L'annata 2008/2009 ha segnato in negativo il tracollo della società, che si è sgretolata con il passare dei mesi della stagione sportiva per gravissimi problemi di natura economica. 
La squadra ha terminato il campionato all'ultimo posto della classifica, retrocedendo nella categoria B2. Al termine del campionato quasi tutti i membri della dirigenza hanno rassegnato le dimissioni dal proprio incarico.
Nell'estate 2009 la categoria è stata venduta; sportivamente è rimasto attivo solamente il settore giovanile.
Nei successivi anni la pallavolo Sestese, totalmente cambiata nel nome e nella direzione della società, è riuscita a risalire per raggiungere nuovamente i livelli pallavolistici che hanno fatto la storia della pallavolo a Sesto. È stata rifondata una nuova società sotto il nome di A.S.D. Pallavolo Sestese, è stata ricreata negli anni una nuova Prima Squadra e successivamente tramite accordi e gemellaggi con società della provincia di Firenze, come la storica Bacci Campi e il Firenze Ovest, sono state rifondate tutte le giovanili maschili a partire dalla under 14 fino alla under 17. Inoltre viene rappresentata da "vecchie glorie pallavolistiche sestesi" una squadra di Amatori. Dopo tre campionati cadetti nella serie C Regionale Toscana; nell'anno 2014-2015 è arrivata l'importante ammissione al campionato nazionale di serie B2, per l'anno 2015-2016. Al termine della stagione sportiva 2015-2016 è "vittima" della retrocessione nella serie inferiore, la Serie C Regionale Toscana.
L'anno della svolta arriva nella stagione 2022/2023 concludendo le fasi playoff con la conquista della Serie B. Nell'annata 2023/24 chiude il campionato da neopromossa al settimo posto.

## Onorificenze
- Stella di Bronzo al Merito Sportivo del CONI 1966
- Stella d'Argento al Merito Sportivo del CONI 1977
- Stella d'Oro al Merito Sportivo del CONI 1995

## Rosa 2024-2025
| N° | Nome                        | Ruolo | Data di nascita | Nazionalità sportiva |
| -- | --------------------------- | ----- | --------------- | -------------------- |
| 1  | Federigo DEL CAMPO          | S     |                 | Italia               |
| 2  | Lorenzo GIAMPIETRI          | C     |                 | Italia               |
| 3  | Giovanni AMMANNATI          | L     |                 | Italia               |
| 7  | Bernardo CARMINATI          | S     |                 | Italia               |
| 9  | Andrea CATALANO             | O     |                 | Italia               |
| 10 | Ferdinando DELLA VOLPE      | S     |                 | Italia               |
| 11 | Jacopo BRUNI                | C     |                 | Italia               |
| 12 | Matteo MARCHI               | P     |                 | Italia               |
| 14 | Alfredo Neto GONCALVES MAIA | C     |                 | Brasile              |
| 15 | Giona CORTI                 | P     |                 | Italia               |
| 17 | Matteo GIACHETTI            | L     |                 | Italia               |
| 18 | Alessandro PAVESI           | S     |                 | Italia               |
| 22 | Niccolò FACCHINI            | O     |                 | Italia               |
| 49 | Christian GIACOMELLI        | C     |                 | Italia               |
|    |                             |       |                 |                      |